# Płużniczka
Płużniczka (niem. Klein Pluschnitz) – wieś sołecka w Polsce położona w województwie śląskim, w powiecie gliwickim, w gminie Toszek. Niedaleko na zachód, lecz już w województwie opolskim, leży Płużnica Wielka.
W latach 1975–1998 wieś administracyjnie należała do województwa katowickiego.
W okresie hitlerowskiego reżimu w latach 1936-1945 miejscowość nosiła nazwę Reichenhöh. Przed 1 stycznia 1990 Płużnica Mała. 

## Integralne części wsi
| SIMC    | Nazwa   | Rodzaj    |
| ------- | ------- | --------- |
| 0222657 | Grabina | część wsi |

## Turystyka
Przez wieś przebiega szlak turystyczny:
- – Szlak Powstańców Śląskich

## Zabytki
- Kapliczka św. Jana Nepomucena, XVIII/XIX w., na planie kwadratu, ośmioboczna wieżyczka sygnaturki z hełmem ostrosłupowym.
- Krzyż kamienny, 1893 r., we wnęce figurka Matki Boskiej Bolesnej, ul. Wiejska/ ul. Strzelecka.
- Budynek mieszkalny, 1887 r., mur. z kamienia (ul. Wiejska 19).
- Stodoła folwarczna w Grabinie, 1870 r., z kamiennymi filarami, bez ścian.
- Głaz narzutowy, obw. 445 cm, przy drodze do Grabiny.